# Juanita Broaddrick
 (mars 2019).
Si vous disposez d'ouvrages ou d'articles de référence ou si vous connaissez des sites web de qualité traitant du thème abordé ici, merci de compléter l'article en donnant les références utiles à sa vérifiabilité et en les liant à la section « Notes et références ».
Juanita Broaddrick est une ancienne administratrice américaine d'une maison de retraite de l'Arkansas. Elle allégua, en 1998, avoir été violée deux décennies plus tôt par le président des États-Unis Bill Clinton. L'avocat de la défense de Clinton nia ces allégations.

## Allégations à l'encontre de Bill Clinton
L'année précédente, Juanita Broaddrick avait déposé une attestation sous serment aux avocats de Paula Jones niant que Bill Clinton l'ait jamais harcelée : « Pendant la campagne présidentielle de 1992 il y a eu des rumeurs sans fondement ainsi que des histoires circulant selon lesquelles Monsieur Clinton m'aurait fait des avances sexuelles importunes vers la fin des années soixante-dix […] Ces allégations sont […] fausses »
En novembre 1998, Juanita Broaddrick revint sur sa déclaration sous serment dans un entretien accordé à Dateline NBC. L'entretien, diffusé en février 1999, était centré autour de l'accusation de Broaddrick selon laquelle Clinton l'aurait violée le 25 avril 1978 durant sa première campagne pour la fonction de gouverneur de l'État de l'Arkansas, alors que Clinton en était encore le procureur général.
Dans un entretien accordé pour la page éditoriale du Wall Street Journal, Broaddrick déclara que Clinton lui avait dit de ne pas s'inquiéter d'une éventuelle grossesse, parce que les oreillons contractés durant l'enfance l'avaient laissé stérile. L'incident présumé était arrivé deux ans avant la naissance de Chelsea Clinton.
Broaddrick a abjuré sa précédente déclaration sous serment lorsqu'elle fut interrogée par le FBI au sujet de l'affaire Jones ; le FBI a trouvé son témoignage peu concluant ainsi que l'attestation niant les allégations à son sujet dans son témoignage sous serment. Broaddrick dira plus tard au sujet de son attestation : « je ne voulais pas être forcée de porter témoignage sur un des événements les plus terrifiants de ma vie. Je n'ai pas voulu le vivre de nouveau ». Dans son attestation sous serment, elle aurait déposé sous l'intimidation de Clinton : elle était terrifiée. Et la raison pour laquelle elle a été terrifiée était parce qu'elle avait vu ce qui était arrivé à Kathleen Willey, Gennifer Flowers et toutes les autres. Bien que Broaddrick ait dit que personne ne lui avait fait subir des pressions pour qu'elle dépose une fausse attestation sous serment, elle s'est plainte d'avoir été observée à partir de voitures garées, que sa maison avait été visitée, que ses animaux de compagnie avaient été lâchés et que la bande de son répondeur téléphonique avait été volée alors qu'elle et son mari étaient sortis brièvement de leur domicile lors de l'enquête sur la procédure d'impeachment.
En 1984, la maison de repos de Broaddrick a été déclarée la meilleure de l'État, ce qui lui valut de recevoir une lettre officielle de félicitations du gouverneur. Sur le bas, il y avait une note manuscrite de Clinton : « Je vous admire beaucoup ». Elle l'a interprétée, selon la rumeur publique, comme un remerciement pour son silence. Broaddrick a dit que Clinton avait essayé de lui faire des excuses en 1991, et aussi qu'il n'était plus le même homme. « Je lui ai dit d'aller au diable et je suis partie », a-t-elle ajouté.
Cinq personnes ont déclaré que Broaddrick leur a parlé d'un viol peu de temps après la date où il se serait produit : deux d'entre elles peuvent avoir une dent contre Clinton pour ne pas avoir commué la peine de mort de leur père, et une est le mari actuel de Juanita Broaddrick, qui a été impliqué dans une relation extra-conjugale à l'époque. Broaddrick n'avait pas dit à son mari de l'époque l'agression présumée dont elle aurait été victime.
Broaddrick a dit qu'elle ne se souvenait pas de la date où elle aurait été violée. Elle a pourtant fourni le nom de l'hôtel (Camelot) et une raison de sa présence à Little Rock : elle suivait un séminaire sur les maisons de repos à ce moment-là. NBC News a effectivement vérifié qu'une conférence sur les maisons de repos avait bien eu lieu à l'Hôtel Camelot le 25 avril 1978. L'hôtel était situé près du Capitole et les actualités de l'époque confirment que Clinton y était présent ce jour-là et qu'il n'avait aucun engagement officiel connu le matin. L'Administration Clinton a refusé de communiquer la liste des rendez-vous à cette date. Trois semaines après cette date, Broaddrick a suivi un collecteur de fonds de Clinton. Selon le Wall Street Journal, Norma Rogers, une amie de Juanita, infirmière, qui l'avait accompagnée lors de ce voyage, la trouva désemparée peu de temps après l'agression présumée. Clinton n'a fait aucune mention de Broaddrick ou de l'incident présumé dans son autobiographie de 2004 Ma vie.

### Réactions de la presse et du public
En mars 1999, quelques mois après les allégations publiquement diffusées, 56 % des Américains considéraient ces fausses allégations, tandis qu'un tiers croyait que l'allégation du viol de Broaddrick était probablement vraie. De même, 29 % ont estimé que la presse devrait continuer à couvrir l'histoire, tandis que 66 % du public ont estimé que les médias devraient arrêter.
Selon Jack Nelson, le chef de bureau à Washington, D.C. du Los Angeles Times, beaucoup de journalistes étaient sceptiques : « C'est une histoire qui a été remise en question et discréditée depuis longtemps, j'ai été choqué de la voir dans le Wall Street Journal aujourd'hui ... chacun en a regardé un aspect, et chacun l'a rejeté. La femme a changé sa déclaration sur ce qui était arrivé. Ce n'était juste plus crédible ». Joe Conason et Gène Lyon ont soutenu, dans leur livre The Hunting of the President, que la déclaration de Broaddrick n'était pas crédible et contenait de nombreuses incohérences.
Dans le livre de Michael Isikoff, Uncovering Clinton et celui de Christopher Hitchens, No One Left to Lie To les auteurs considèrent que la déclaration de Broaddrick est crédible et montre des ressemblances avec celle de Paula Jones, notamment son allégation postérieure de harcèlement sexuel. Richard Cohen, le chroniqueur du Washington Post, fit la remarque : « Et pourtant, je ne peux pas retirer l'accusation de Broaddrick de ma tête. À la télévision et dans ses entretiens avec les journalistes de presse, Broaddrick est apparue crédible. »

### Conséquences juridiques
L'avocat de Clinton, David Kendall, a nié les allégations lors de la défense de Clinton. Aucun procès civil ou criminel, fondé sur ces allégations, n'eut lieu contre Clinton ou Broaddrick. Broaddrick n'a jamais été appelée comme témoin pendant la procédure d'impeachment à l'encontre de Bill Clinton en janvier 1999. Dans son livre, Sellout: The Inside Story of President Clinton's Impeachment, Schippers a déclaré qu'il avait voulu appeler Broaddrick comme témoin pour discuter de l'intimidation exercée par Clinton, mais c'était trop tard.
Broaddrick a intenté un procès contre Clinton durant l'été 1999 pour obtenir les documents que la Maison-Blanche pouvait avoir rassemblés à son sujet, revendiquant que le refus d'accéder à sa demande était en violation avec le Privacy Act de 1974 sur la vie privée. Le procès fut reporté à 2001. Durant le procès, l'activité de Broadrick a été vérifiée par l'Internal Revenue Service, agence gouvernementale chargée de contrôler les impôts, ce que celle-ci a qualifié de vengeance : « Je ne crois pas que c'était une coïncidence », a déclaré Broaddrick, « je ne pense pas que notre numéro a juste été tiré au sort ».